# Pfingstgemeinde im Hochsicherheitsgefängnis Los Olmos bei La Plata
Die Pfingstgemeinde im Hochsicherheitsgefängnis Los Olmos bei La Plata, auch Unidad 25 (Einheit 25) genannt, ist ein Gefängnis in Lisandro Olmos, ca.  80 km von Buenos Aires. Es ist das einzige evangelikale Gefängnis in der Welt.
Die Einheit 25 wurde 2003 als weltweit erste rein evangelikale Haftanstalt eingerichtet. Nur evangelikale Christen dürfen dort einsitzen, aber niemand ist verpflichtet, am Glaubensleben teilzunehmen. Eine nahegelegene Pfingstgemeinde unterstützt die Christen im Gefängnis regelmäßig. Das Gefängnis hält fünf Gottesdienste in der Woche ab. Der Gefängnispastor David Gonzales ist selbst Häftling. Der Raubmörder hat im Gefängnis sein Abitur gemacht, wurde Christ und studiert Rechtswissenschaften.
In Argentinien sind rund 10 % der Einwohner evangelikal, vor allem pfingstlerisch, die meisten Menschen sind aber katholisch. In den großen Städten, die schnell wachsen, ist die Gründung einer katholischen Gemeinde sehr langwierig, die Pfingstkirchen wachsen dort schneller. Auch Armut und Abwesenheit des Staates sollen Wachstumsfaktoren sein.
Evangelikale Christen missionierten in argentinischen Gefängnissen seit den 1970er Jahren. In vielen argentinischen Gefängnissen gibt es gesonderte evangelikale Abteilungen.